# Austin Petersen
Austin Wade Petersen (nacido el 19 de febrero de 1981) es un comentarista político estadounidense, editor en línea publicación, activista político, y hombre de negocios. Petersen es el dueño y director ejecutivo de Stonegait LLC, el fundador y propietario de la República Libertario, y fue un candidato del Partido Libertario 2016 para el presidente de los Estados Unidos.
De acuerdo con su biografía República Libertario, Peterson es "un libertario constitucional, que cree en la libertad económica y la libertad personal." Petersen es provida.
Austin Petersen ha criticado el aislacionismo típico de muchos libertarios, al considerar necesaria la intervención contra el islam radical fuera de Estados Unidos.

## Temprana edad y educación
Petersen nació en Independence, Missouri, fue criado en una granja en Peculiar, Missouri, y se graduó de la Universidad Estatal de Missouri con un grado en las bellas artes. Petersen luego se trasladó a la ciudad de Nueva York para seguir una carrera en los medios de comunicación.

## Carrera profesional
Petersen tomó una posición como Director de Producción con FreedomWorks. Él aparece en Fox News y Fox Business. Petersen es el CEO actual de Stonegait LLC, una empresa de consultoría con fines de lucro que proporciona servicios de fotografía y video para los candidatos y marcas. Él es también el fundador y editor de la República Libertario, una revista de noticias en línea. Petersen trabajó para el Comité Nacional Libertario en 2008 y más tarde trabajó para la Atlas Economic Research Foundation. Petersen es el exdirector de la producción en FreedomWorks, un centro de servicios para el movimiento de liberación de base con sede en Washington D. C., y fue productor asociado para la libertad del reloj en la Fox Business Network.

## Candidatura presidencial de 2016
El 3 de septiembre de 2015, en su página de Facebook, Petersen anunció su candidatura por el Partido Libertario. Su sede de la campaña presidencial se encuentra en Peculiar, Missouri.

### Campaña de las primarias
Petersen participó en el debate presidencial del Partido Libertario primaria que fue filmado el 29 de marzo de 2016. Parte 1 del debate transmite por la cadena Fox Business el 1 de abril de 2016, a las 9:00 p. m., hora del este, y la Parte 2 del debate se transmitió a las 9:00 p. m. el 8 de abril de 2016. El debate fue moderado por John Stossel y salió al aire en el programa Stossel.

### Convención Nacional
La Convención Nacional Libertario se celebró 26-30 de mayo de, 2016, en el Rosen Centre Hotel & Resort en Orlando, Florida, entre los delegados nominados del partido en la convención nacional. En su discurso de concesión entregada al perder la nominación del partido frente al exgobernador de Nuevo México, Gary Johnson, Petersen dijo a Johnson: "Tienes todo mi apoyo, mi respeto y mi arma!" y luego presentó a Johnson una réplica de pistola de chispa de George Washington. Petersen no apoyó al candidato vicepresidencial preferido de Johnson, el exgobernador de Massachusetts, William Weld. En su lugar, apoyó a la abogado Alicia Dearn. Después, Gary Johnson tiró la pistola a la basura.

### Después de la convención
Después de la convención y la ratificación de Johnson, Petersen declaró su intención de volver a casa para pasar tiempo con su familia, para relajarse y recuperarse de la campaña. Se espera que apoye la campaña presidencial de Johnson y ambos se encuentran trabajando para promover los ideales del Partido Libertario. En enero de 2017, Petersen sugirió que quizás va a presentarse para Senador en Missouri.